# Salambue (Sosa)
Salambue is een bestuurslaag in het regentschap Padang Lawas van de provincie Noord-Sumatra, Indonesië. Salambue telt 181 inwoners (volkstelling 2010).